# ددرشتدت
ددرشتدت (به آلمانی: Dederstedt) یک منطقهٔ مسکونی در آلمان است که در Seegebiet Mansfelder Land واقع شده‌است. ددرشتدت ۴۲۵ نفر جمعیت دارد.